# Bessac
Bessac és un municipi francès situat al departament del Charente i a la regió de la Nova Aquitània. L'any 2007 tenia 127 habitants.

## Demografia

### Població
El 2007 la població de fet de Bessac era de 127 persones. Hi havia 56 famílies de les quals 20 eren unipersonals (12 homes vivint sols i 8 dones vivint soles), 16 parelles sense fills, 16 parelles amb fills i 4 famílies monoparentals amb fills.
La població ha evolucionat segons el següent gràfic:
Habitants censats

### Habitatges
El 2007 hi havia 80 habitatges, 62 eren l'habitatge principal de la família, 8 eren segones residències i 10 estaven desocupats. Tots els 80 habitatges eren cases. Dels 62 habitatges principals, 55 estaven ocupats pels seus propietaris, 4 estaven llogats i ocupats pels llogaters i 3 estaven cedits a títol gratuït; 2 tenien dues cambres, 11 en tenien tres, 25 en tenien quatre i 24 en tenien cinc o més. 52 habitatges disposaven pel capbaix d'una plaça de pàrquing. A 30 habitatges hi havia un automòbil i a 28 n'hi havia dos o més.

### Piràmide de població
La piràmide de població per edats i sexe el 2009 era:
| Homes | Edats   | Dones |
| ----- | ------- | ----- |
| 0     | 95 o +  | 0     |
| 0     | 90 a 94 | 0     |
| 0     | 85 a 89 | 0     |
| 4     | 80 a 84 | 0     |
| 0     | 75 a 79 | 8     |
| 4     | 70 a 74 | 12    |
| 4     | 65 a 69 | 8     |
| 12    | 60 a 64 | 0     |
| 4     | 55 a 59 | 8     |
| 8     | 50 a 54 | 0     |
| 4     | 45 a 49 | 0     |
| 4     | 40 a 44 | 8     |
| 0     | 35 a 39 | 0     |
| 16    | 30 a 34 | 4     |
| 0     | 25 a 29 | 0     |
| 4     | 20 a 24 | 0     |
| 4     | 15 a 19 | 4     |
| 4     | 10 a 14 | 0     |
| 0     | 5 a 9   | 8     |
| 0     | 0 a 4   | 0     |

## Economia
El 2007 la població en edat de treballar era de 75 persones, 54 eren actives i 21 eren inactives. De les 54 persones actives 49 estaven ocupades (24 homes i 25 dones) i 5 estaven aturades (3 homes i 2 dones). De les 21 persones inactives 10 estaven jubilades, 5 estaven estudiant i 6 estaven classificades com a «altres inactius».

### Ingressos
El 2009 a Bessac hi havia 63 unitats fiscals que integraven 127 persones, la mediana anual d'ingressos fiscals per persona era de 12.832 €.

### Activitats econòmiques
Dels 3 establiments que hi havia el 2007, 1 era d'una empresa de fabricació d'altres productes industrials, 1 d'una empresa de construcció i 1 d'una empresa de comerç i reparació d'automòbils.
L'únic servei als particulars que hi havia el 2009 era una empresa de construcció.
L'any 2000 a Bessac hi havia 11 explotacions agrícoles.

## Poblacions més properes
El següent diagrama mostra les poblacions més properes.